# Бруно Молодший
Бруно або Брунґарт (*Brun der Jüngere, бл. 780 — 840) — дукс Енгерна у 813-840 роках.

## Життєпис
Вважається сином Бруно, вождя саксів-енгернів, та якоїсь франкської графині. Народився, напевне, між 775 та 780 роками, можливо, на початку 780-х.
Близько 813 року після смерті батька успадкував його володіння, а також статус вождя енгернів, якого у франкських хроніках позначали латинським терміном «дукс», тобто військовий очільник. Десь в цей час за імператора Карла Великого або його спадкоємця Людовика I отримав посаду дукса Енгерна (після смерті родича Відукінда).
Дотепер точаться суперечки щодо титулу маркграфа, яким часто позначали Бруно. Існує гіпотеза, що він, можливо, був маркграфом Сорбської марки. За іншою теорією, Енгерн було перетворено на марку, втім відсутні відомості щодо каролінзької марки з такою назвою. Також можливо, що він був отримав титул маркграфа як додаток до графа для протистояння слов'янам. Втім, напевне, Бруно передав нащадкам титул графа. Новим маркграфом було призначено Банцлейба.

## Родина
Його дружиною була Гізела фон Верла або Аділла, донька саксонського графа Екберта. Сином Бруно вважається Людольф, засновник династії Людольфінгів (відома як Саксонська династія).